# 蔗蝦

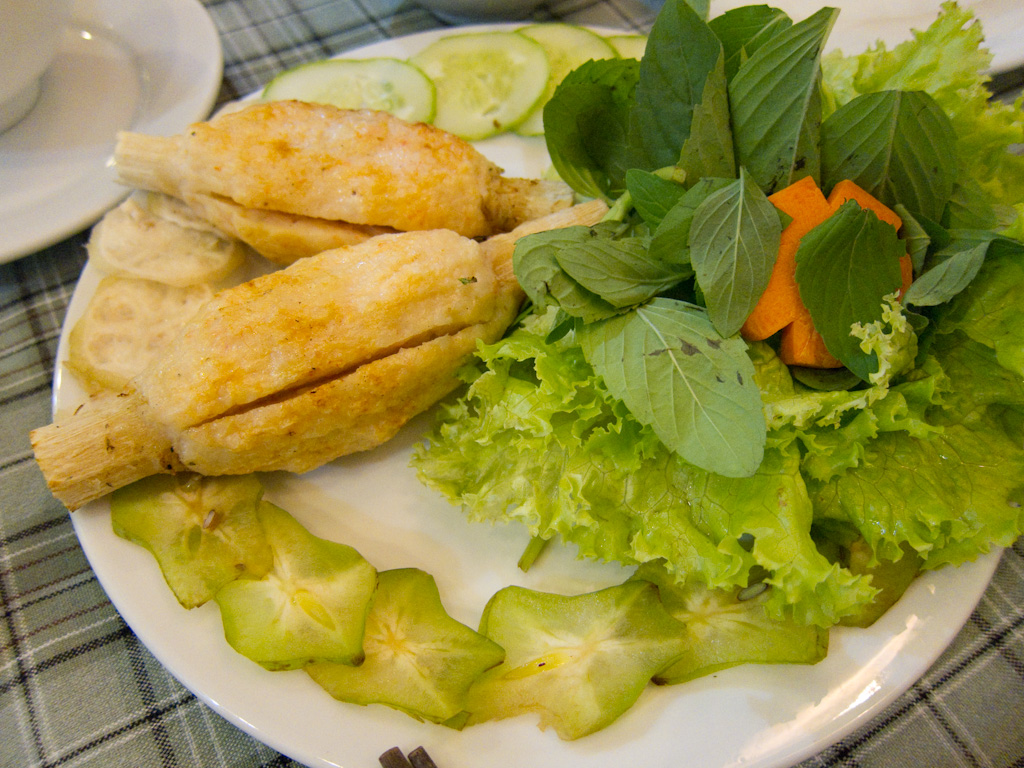
蔗蝦

蔗蝦（越南语：／），是越南餐館裡常見的菜色，跟越南春卷、越南牛肉粉、扎肉等一樣有名。製作方法非常簡單，先將蝦仁去殼清洗乾淨，用刀背將它壓成泥後再剁至蝦蓉狀，下調味料攪拌然後重複摔打成蝦膠。將蔗切成大約10公分長的小段，將蝦膠包裹着䉀，頭尾兩端留下2公分不用包裹，在滾油中把䉀蝦炸數分鐘至表面金黃色即可。